# ألاس ناسيوناليس
ألاس ناسيوناليس إس. إيه. («الأجنحة الوطنية» بالإسبانية) كانت شركة طيران تتخذ من بويرتو بلاتا مقراً لها وتدير رحلات طيران مستأجرة بين جمهورية الدومينيكان وألمانيا. عملت شركة الطيران كممثل بيرجن إير. 

## التاريخ
في صيف 1994، دخلت شركة الرحلات السياحية الألمانية اوجر تورس وشركة الطيران الألمانية الصغيرة Ratioflug في تعاون لتقديم رحلات طيران مستأجرة منخفضة التكلفة من ألمانيا إلى جمهورية الدومينيكان في شتاء 94/95. منحت وزارة النقل الفيدرالية الألمانية حقوق المرور لشركة Ratioflug لمدة ستة أشهر. نظرًا لأن Ratioflug لم يكن لديها أي طائرة ذات السعة والمدى المناسبين، فقد استأجرت طائرة بوينغ 757-200 من شركة الطيران التركية بيرجن إير لهذه الرحلات.
من أجل مواصلة الرحلات الجوية المستأجرة في فصل الشتاء المقبل، دخلت اوجر تورس وبيرجن إير في تعاون مع شركة ألاس ناسيوناليس في صيف 1995. تأسست شركة الطيران الدومينيكية هذه في بويرتو بلاتا من قبل الفنلندي ماتي بوهاكا وستة مساهمين آخرين في وقت سابق من ذلك العام. امتلكت الشركة شهادة مشغل جوي، ولكن لم يكن لديها طائرات في ذلك الوقت. تم الاتفاق على أن تقوم شركة بيرجن إير بتنظيم وتشغيل رحلات شركة ألاس ناسيوناليس. في المقابل، عُرض على ماتي بوهاكا وشركائه في العمل مكافأة قدرها 10 مارك ألماني لكل مسافر مسجل. بعد حصول ألاس ناسيوناليس على حقوق المرور إلى ألمانيا، استأجرت شركة الطيران رسميًا طائرة بوينغ 767-200ER من بيرجن إير. في 25 أكتوبر 1995، تم تسجيل الطائرة التركية في جمهورية الدومينيكان باسم HI-660CA. بعد أسبوع بدأت الرحلات الجوية إلى ألمانيا، ونفذتها أطقم طيران تركية الجنسية. 
نظرًا لوجود خلل في المضخة الهيدروليكية، لم تكن طائرة بوينغ 767 متاحة لرحلة بيرجينير رقم 301 من بويرتو بلاتا إلى فرانكفورت عبر برلين في 6 فبراير 1996 بحيث تم تنفيذ هذه الرحلة بشكل استثنائي باستخدام طائرة بيرجن إير بوينغ 757-200 (TC-GEN). نظرًا للمدى الأقصر من هذا النوع، تم التخطيط لمحطة التزود بالوقود في غاندر. تحطمت الطائرة بعد وقت قصير من إقلاعها من مطار بويرتو بلاتا.
كان بيرجن إير قد استأجر طائرة بوينغ 757 هذه في نوفمبر 1995 لشركة الطيران الأرجنتينية Servicios de Transportes Aéreos Fueguinos (STAF) وشغلها في خمس رحلات بين جمهورية الدومينيكان وبوينس آيرس حتى يناير 1996. وبعد ذلك لم تُنقل الطائرة مرة أخرى إلى تركيا، لكنها بقيت في بويرتو بلاتا. 
علقت كلتا الشركتين عملياتهما واختفت في نهاية المطاف في نفس العام بعد حادثة التحطم.

## الأسطول
- طائرة واحدة من طراز بوينغ 757-200 (إيجار قصير المدة من بيرجن إير. نفس الطائرة التي تحطمت مثل الرحلة 301)
- 1 بوينغ 767-200ER (مستأجرة من بيرجن إير) [4]

## الأحداث والحوادث

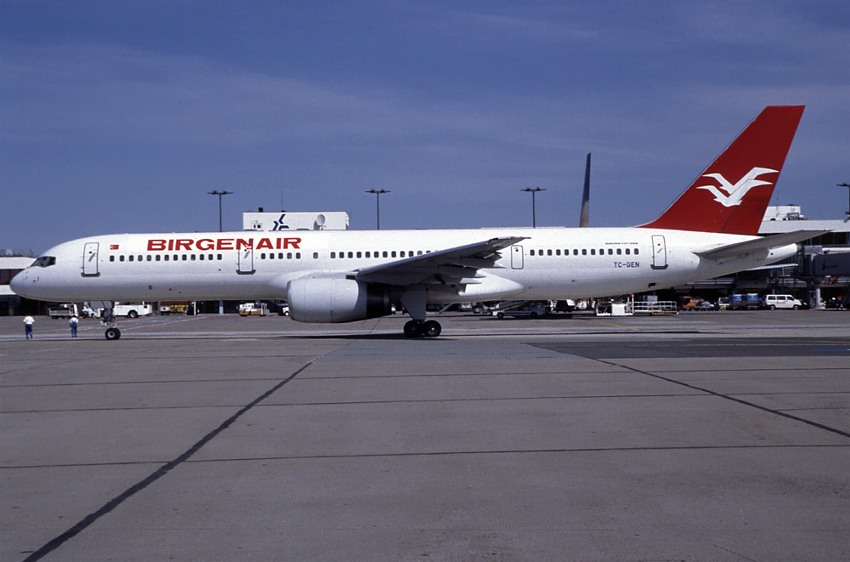
TC-GEN ، الطائرة المستخدمة في بيرجن إير الرحلة 301

- في 6 فبراير 1996، كانت رحلة ألاس ناسيونالس رقم 301 (التي تديرها بيرجن إير) [1] متجهة إلى فرانكفورت بألمانيا لكنها تحطمت بعد فترة وجيزة من إقلاعها من مطار بويرتو بلاتا في جمهورية الدومينيكان إلى المحيط الأطلسي على بعد 26 كيلومترًا من الشاطئ. قُتل جميع الركاب البالغ عددهم 176 راكبا و 13 من أفراد الطاقم، من بينهم 154 ألمانياً و 9 بولنديين. وجد أن أحد مؤشرات سرعة الهواء في طائرة بوينغ 757-200 لا تعمل بشكل صحيح، مما أربك الطيارين حول ما إذا كانت سرعة الطائرة سريعة جدًا أو بطيئة جدًا. تسببت الدعاية السلبية الهائلة حول شركة بيرجن إير وغيرها من منظمي الرحلات الجوية المخفضة في ألمانيا في أعقاب الكارثة في انخفاض حاد في الحجوزات، وأخيراً أفلست الشركة وأغلقت في وقت لاحق من نفس العام، 1996.[5]